# 中華臺北男子三對三籃球代表隊
中華臺北男子三對三籃球代表隊是代表中華民國參加男子三對三籃球國際比賽的代表隊，也是該隊在國際奧林匹克委員會、國際籃球總會以及亞洲籃球總會舉辦的國際賽事中使用的正式名稱。由中華民國籃球協會管理組訓。

## 亞洲運動會成績
| 年   | 排名   | 比賽場次 | 勝 | 負 |
| ---- | ------ | -------- | -- | -- |
| 2018 | 第七名 | 5        | 3  | 2  |
| 2022 | 第一名 | 8        | 7  | 1  |